# Museo del Chocolate (Barcelona)
El museo del Chocolate (en catalán: Museu de la Xocolata) es un museo privado en la ciudad de Barcelona, España. Propiedad del Gremio de Pastelería de Barcelona dedicado en exclusiva al chocolate.
El museo abrió sus puertas por primera vez en el año 2000, como una pequeña empresa de los miembros del gremio. Se encuentra ubicado en la Calle Comercio 36, en El Borne, Ciudad Vieja, en al antiguo Convento de Sant Agustí Vell.
Ofrece un recorrido por la historia del chocolate, desde sus orígenes como bebida picante de los pueblos mesoamericanos hasta su deleite como bombones franceses.